# أوغست شاديلين
أوغست شاديلين (بالفرنسية: Auguste Chapdelaine)‏، مبشر مسيحي فرنسي عمل مع جمعية البعثات الأجنبية في باريس. أعدم من قبل المسؤولين الصينيين. استغلت فرنسا موته كمبرر لمشاركتها في حرب الأفيون الثانية.